# Depublizieren
Depublizieren ist das Entfernen bereits veröffentlichte Texte oder von Internetseiten aus dem öffentlich zugänglichen Bereich, das die Online-Angebote (Telemedien) der öffentlich-rechtlichen Rundfunkanstalten in Deutschland im Sommer 2009 für ihre Archivbestände begannen und seit dem 1. September 2010 auch für die laufende Berichterstattung nach meist siebentägiger Frist durchführen. Die gemäß Rundfunkstaatsvertrag (RStV) depublizierten Internetseiten müssen bei diesem Vorgang nicht gelöscht werden, sie sind aber nicht mehr öffentlich abrufbar.
Nach ARD-Einschätzung ist das deutsche Verfahren zum Depublizieren öffentlich-rechtlicher Internetseiten das aufwändigste weltweit. Zwar hat auch die BBC ihre Online-Angebote reduziert, um ihre Gebührenfinanzierung zu rechtfertigen, der in Großbritannien angewandte Public-Value-Test – Vorbild des deutschen Drei-Stufen-Tests – betrifft aber nur Großprojekte. Der ORF verzichtet im Unterschied zu den deutschen Sendeanstalten auf die nachträgliche Überprüfung bereits vorhandener Angebote. Schätzungen über den Gesamtumfang des Depublizierens älterer öffentlich-rechtlicher Internet-Inhalte belaufen sich auf über eine Million Online-Dokumente.
Der Begriff „Depublizieren“ oder „Depublikation“ wird außerdem verwendet, wenn umstrittene oder fehlerhafte Online-Inhalte aus dem öffentlich zugänglichen Bereich entfernt werden. Er wird auch bei privaten Medien verwendet.

## Begriff
Depublizieren ist ein Neologismus aus dem Wort Publizieren (veröffentlichen, von lateinisch publicus, öffentlich) und der lateinischen Vorsilbe de- (ab-, weg-, herab, miss-). Der Begriff fand vor dem Jahr 2010 kaum Verwendung. Frühere Definitionen bezogen das Depublizieren als „Unveröffentlichen“ auf die kommentarlose Entfernung sachlich falscher Inhalte aus dem Internet anstelle der Korrektur oder als informationstechnischen Fachbegriff auf das Zurückziehen eines auf einer Website sichtbaren Beitrages ohne seine Löschung im Repository. Technisch trifft letztere Bedeutung die Begriffsverwendung in der Diskussion um das Depublizieren öffentlich-rechtlicher Internet-Angebote.
Die Begriffsbildung enthält ein paradoxes Element, da die Begriffe „Publizieren“ oder „Veröffentlichen“ eigentlich nicht diese Form der Bildung von Antonymen erlauben: Eine der Öffentlichkeit durch Publikation übergebene Aussage kann nicht dadurch zurückgenommen werden, dass man sie nicht fortgesetzt verbreitet, sondern nur durch ihren Widerruf. Daher kann eine durch unwahre Medienberichte geschädigte Person regelmäßig einen Anspruch auf Gegendarstellung oder Berichtigung geltend machen (→ Berichtigungsanspruch).
Ein solcher korrigierender Widerruf ist jedoch beim Depublizieren öffentlich-rechtlicher Inhalte nicht gemeint. Die Verwendung des Begriffes durch die für die Organisation des Depublizierens zuständigen Mitarbeiter und Gremien des öffentlich-rechtlichen Rundfunks machten den Begriff im Sommer 2010 zum Schlagwort, das durch seine Widersprüchlichkeit die Tendenz enthält, Kritik an der bezeichneten Entfernung von Internetseiten zu üben (→ Abschnitt Reaktionen). Im Internet Veröffentlichtes könne nicht zurückgenommen werden, dies sei begrifflich „albern“ und ein „Kampf gegen Windmühlen“ (Johnny Haeusler). Depublizieren wurde bereits früh als mögliches Unwort des Jahres 2010 bezeichnet.
Als „depublizieren“ bezeichnet man auch allgemein den technischen Terminus, um durch Medien bereits veröffentlichte Texte nachträglich zurückzuziehen, weil sie als problematisch empfunden werden. So depublizierte der „Tagesspiegel“ im Februar 2022 während der Corona-Pandemie einen Text seines Kolumnisten Harald Martenstein und „die Zeit“ im Juni 2025 einen Text ihres Kolumnisten Maxim Biller.

## Vorgeschichte

Rundfunk-Finanzierungs-Modelle in Europa:
Rundfunkgebühr
Rundfunkgebühr und Werbung
Rundfunkgebühr, Werbung und Staat
Werbung (Luxemburg)
Werbung und Staat
Staat
unbekannt

Eine Beschwerde des Verbandes Privater Rundfunk und Telemedien (VPRT) bei der EU-Kommission bezeichnete 2003 die deutsche Rundfunkgebühr als unzulässige staatliche Beihilfe nach Artikel § 87 Absatz 1 des Vertrags zur Gründung der Europäischen Gemeinschaft (EGV) – dies entspricht heute Art. 107 Absatz 1 des AEU-Vertrags. Diese Finanzierung sei wettbewerbsverzerrend und benachteilige Privatunternehmen, zumal die öffentlich-rechtlichen Rundfunkanstalten keinen eng begrenzten Funktionsauftrag für ihre Tätigkeit hätten – insbesondere im Online-Bereich. Die Bundesländer und die Rundfunkanstalten selbst hatten die Gebührenfinanzierung zwar nie als staatliche Beihilfe betrachtet, die EU-Kommission folgte jedoch der Interpretation des VPRT und verlangte die Abschaffung dieser Beihilfe oder die Erfüllung der Ausnahmekriterien von Artikel § 86 Absatz 2 des EGV. Im Sommer 2007 kam es zum offenen Konflikt:

„Als die ARD Mitte Juni 2007 ihre Digitalstrategie publizierte, stießen ihre Pläne, die Aktivitäten im Online-Bereich und bei den digitalen Angeboten deutlich auszubauen, auf heftige Proteste der privaten Konkurrenz, sowohl des Verbandes Privater Rundfunk und Telemedien (VPRT) als auch des Bundesverbandes Deutscher Zeitungsverleger (BDZV), deren Mitglieder künftig selbst (Online-)Fernsehen betreiben wollen.“

Das Grundgesetz für die Bundesrepublik Deutschland garantiert jedoch in Artikel 5 „die Pressefreiheit und die Freiheit der Berichterstattung durch Rundfunk und Film“, und wenngleich ein öffentlich-rechtlicher Rundfunk dort nicht explizit erwähnt wird, schließt dies dessen Berichterstattung und Presseerzeugnisse mit ein. Am 11. September 2007 stellte das Bundesverfassungsgericht fest, dass sich der Auftrag des öffentlich-rechtlichen Rundfunks auch auf neue digitale Angebote erstrecke und eine (bereits in früheren Rundfunkurteilen des Gerichts konstatierte) „Entwicklungsgarantie“ enthalte. Demnach soll der öffentlich-rechtliche Rundfunk im Internet die Angebotsvielfalt und die Verlässlichkeit von Informationen sicherstellen – ihm wird ein „genuiner Online-Auftrag“ zugesprochen. „Das höchstrichterliche Gebührenurteil wurde als Sieg für den öffentlich-rechtlichen Rundfunk gewertet.“
Der sogenannte Beihilfekompromiss von 2007 zwischen Bundesrepublik und EU-Kommission besagte, dass bis zum 1. Juni 2009 „der Funktionsauftrag der öffentlich-rechtlichen Rundfunkanstalten hinreichend konkretisiert“ und insbesondere seine Ausdehnung auf das Online-Angebot definiert wird. Dieser Kompromiss verhinderte ein Verfahren vor dem Europäischen Gerichtshof, das möglicherweise „die Rundfunkfinanzierung in der gesamte[n] EU in Frage“ gestellt hätte.

## Rechtsgrundlagen

### Ziel
Am 1. Juni 2009 trat der 12. Rundfunkänderungsstaatsvertrag (12. RÄStV) in Kraft, durch den die Bundesländer sowohl ihren Verpflichtungen aus dem Beihilfekompromiss nachkommen als auch die verfassungsrechtlich garantierte Unabhängigkeit der öffentlich-rechtlichen Medien sichern wollten.
Der 12. RÄStV sollte den herkömmlichen Auftrag der Öffentlich-Rechtlichen in vollem Umfang auf den Online-Bereich übertragen, da die „Dichte von Haushalten, die technisch an das Internet angeschlossenen sind und über das Internet verfügbare Angebote nutzen,“ stark gewachsen sei und ihre vom Bundesverfassungsgericht bestätigte Entwicklungsgarantie dies verlange. Dabei müsse jedoch – um den Forderungen der EU-Kommission gerecht zu werden – ein Aspekt besonders berücksichtigt werden:

„Nicht anders als bisher für die öffentlich-rechtlichen Rundfunkprogramme gefordert, müssen sich auch die öffentlich-rechtlichen Telemedien auf der Grundlage ihres staatsvertraglichen Auftrags von kommerziellen Angeboten unterscheiden, die nicht nur von privaten Rundfunkveranstaltern, sondern auch einer Vielzahl weiterer Marktakteure über das Internet zur Verfügung gestellt werden.“

### Rundfunkbegriff
Der 12. RÄStV umfasste jedoch auch eine Änderung der Definition von Rundfunk. In § 2, Absatz 1, des neuen RStV heißt es danach:

„Rundfunk ist ein linearer Informations- und Kommunikationsdienst; er ist die für die Allgemeinheit und zum zeitgleichen Empfang bestimmte Veranstaltung und Verbreitung von Angeboten in Bewegtbild oder Ton entlang eines Sendeplans unter Benutzung elektromagnetischer Schwingungen.“

Das Neue daran, so erläutert die Begründung zum 12. RÄStV, sei „die Klarstellung, dass Rundfunk ein linearer Informations- und Kommunikationsdienst ist. Die Einfügung des Kriteriums ‚zum zeitgleichen Empfang‘ grenzt Rundfunkangebote von Abrufangeboten ab. Unter ‚zeitgleichem Empfang‘ ist auch eine Übertragung zu verstehen, die allein aus technischen Gründen kurzen zeitlichen Verzögerungen unterliegt.“ Das Linearitätskriterium schließt etwa die eigenständige Präsentation von User-Generated-Content und die Form einer Online-Community aus. Der Ausschluss von Abrufangeboten ist die Grundlage der Definition von Verweildauern für öffentlich-rechtliche Internet-Angebote (→ Abschnitt Verweildauern). Ohne das weit gefasste Verständnis von „zeitgleich“, das kurze zeitliche Verzögerungen „aus technischen Gründen“ erlaubt, wäre mit dieser Neudefinition kein Abruf öffentlich-rechtlicher Inhalte über das Internet zulässig.
Nicht mehr erlaubt sind den öffentlich-rechtlichen Sendern in der seit 2009 gültigen 12. Fassung des RStV gemäß § 11d „nichtsendungsbezogene presseähnliche Angebote“ und „flächendeckende lokale Berichterstattung“. Zu diesem Paragraphen gehört auch ein Addendum mit verschiedenen Angebotsformen, die für die Online-Auftritte öffentlich-rechtlicher Rundfunkanstalten unzulässig sind, darunter beispielsweise Tauschbörsen, Routenplaner und Kleinanzeigen.

### Verweildauern
Als übliche Verweildauer für öffentlich-rechtliche Internetseiten hatten die Landesregierungen am 18. Dezember 2008 im 12. RÄStV vereinbart, dass die Rundfunkanstalten programmbegleitende Angebote üblicherweise sieben Tage lang zur Verfügung stellen dürfen. Ausnahmen gelten nach § 11d, Absatz 2, RStV unter anderem für Fußballberichterstattung über Spiele der 1. und 2. Bundesliga, die nur 24 Stunden lang abrufbar sein dürfen, sowie für Archive „mit zeit- und kulturgeschichtlichen Inhalten“, die unbegrenzt online stehen können.
Gemäß der Begründung zum 12. RÄStV gilt für die zeit- und kulturgeschichtlichen Inhalte, dass ihre „Zurverfügungstellung in Form von Telemedien den demokratischen, sozialen und kulturellen Bedürfnissen der Gesellschaft entspricht“. Die Einschränkung der Fußballberichterstattung wird mit „höhere[n] Kosten für den Erwerb von zusätzlichen Rechten“ für eine längere Abrufmöglichkeit begründet, die „im Interesse der Rundfunkgebührenzahler vermieden werden“ sollen.
Um die Ansprüche der EU-Kommission hinsichtlich der Konkretisierung ihres Funktionsauftrages zu befriedigen ohne zugleich in ihre verfassungsrechtliche Unabhängigkeit einzugreifen, schrieben die Bundesländer den öffentlich-rechtlichen Anstalten mit dem Drei-Stufen-Test das Verfahren vor, mit dem die Übereinstimmung von Angebot und Auftrag in jedem Einzelfall überprüft werden soll. Die Entscheidung über den Bestand alter Angebote und die Einführung von neuen Konzepten im Internet wie im Rundfunk überließ sie jedoch den Gremien der Rundfunkanstalten selbst, den Rundfunkräten. Diese entscheiden dabei ebenso über Verweildauerkonzepte der Online-Angebote.

## Verfahren

### Drei-Stufen-Test
Die zuständigen Rundfunkräte (Fernsehrat, Hörfunkrat) entscheiden demnach in einem in fünf Phasen gegliederten Verfahren darüber, ob ein Angebot die Drei-Stufen-Test-Kriterien erfüllt oder nicht, nämlich

„1. inwieweit das Angebot den demokratischen, sozialen und kulturellen Bedürfnissen der Gesellschaft entspricht,
2. in welchem Umfang durch das Angebot in qualitativer Hinsicht zum publizistischen Wettbewerb beigetragen wird und
3. welcher finanzielle Aufwand für das Angebot erforderlich ist.“

Wenn ein Rundfunkrat feststellt, dass ein Angebot neu oder deutlich geändert ist und dass es weder bereits gesetzlich beauftragt noch bereits gesetzlich untersagt ist (Phase 1), eröffnet es auf Grundlage einer konkreten Angebotsbeschreibung das Verfahren (Phase 2), dessen zentrales Element die Informationssammlung darstellt (Phase 3), auf der die Entscheidung des Rundfunkrates samt Begründung (Phase 4) und die abschließende Prüfung durch die zuständige Landesregierung als Rechtsaufsicht (Phase 5) aufbaut.
Die Phase der Informationssammlung umfasst insbesondere die Einholung der Stellungnahmen von konkurrierenden Anbietern und der Gutachten unabhängiger Experten über den Einfluss des geplanten Angebots auf die Wettbewerbssituation. Stellungnahmen und betriebswirtschaftliche Daten der privaten Konkurrenten (die im Rahmen des Verfahrens zwar berücksichtigt, aber nicht veröffentlicht werden) könnten etwa besagen, dass „bereits am Markt befindliche Angebote vollständig verdrängt werden“, wovon das zweite Drei-Stufen-Test-Kriterium betroffen wäre. Doch auch die Feststellung von „demokratischen, sozialen und kulturellen Bedürfnissen der Gesellschaft“ sowie der Qualität eines Angebots im Hinblick auf den publizistischen Wettbewerb sind laut Drei-Stufen-Test wichtige Elemente zur Beantwortung der Frage, ob ein konkretes Angebot unter den Auftrag des öffentlich-rechtlichen Rundfunks fällt oder nicht. Erst nachdem dies alles mit dem für ein Angebot benötigten Kostenaufwand abgewogen wurde, kann ein Rundfunkrat über die Zulässigkeit eines Angebots entscheiden, die Entscheidung begründen und an die für die Rechtsaufsicht zuständige jeweilige Landesregierung übergeben: „Die Rechtsaufsicht prüft die Einhaltung der Verfahrensregeln, nimmt jedoch keine eigene inhaltliche Beurteilung vor (andernfalls würde es sich um eine im Rundfunkbereich verfassungsrechtlich unzulässige ‚Fachaufsicht‘ handeln).“
Die Ergebnisse der nachträglichen Drei-Stufen-Tests für die bis dahin bereits bestehenden Angebote wurden im Sommer 2010 veröffentlicht. Dabei fasste unter anderem der Saarländische Rundfunk die seinem Verweildauerkonzept zugrundeliegenden Überlegungen zur Mediennutzung zusammen:

„Zuschauer und Zuhörer nutzen Mediatheken, um Sendungen und Sendungsbeiträge noch einmal anzuschauen oder nachzuhören. Sie wählen dazu Funktionen wie Programmkalender oder ‚Sendung verpasst?‘ oder suchen den Zugang über die bekannte Sendungsmarke. Ausgehend von der kulturell ‚gelernten‘ Sendungswoche hat sich insbesondere im Hinblick auf die Videonutzung in vielen europäischen Ländern der so genannte ‚seven-day-catch-up‘ als Mindestzeitraum der Bereitstellung etabliert. […] Während sich diese Art der Nutzung am Muster der Nutzung linearer Medien in einer so genannten Lean-Back-Haltung orientiert, hat sich parallel eine internetspezifische Nutzung von Bild-, Text- und multimedialen Inhalten etabliert, die keinen Bezug zu Sendewochen oder Programmkalendern hat und einer aktiven Lean-Forward-Haltung entspricht. Diese Inhalte werden häufig über Suchfunktionen angesteuert oder themenbezogen recherchiert. Sie werden in der Regel in multimedialen Kombinationen aus verschiedenen webspezifischen Darstellungsformen in den Telemedien vorgehalten.“

Auf Grund dieser Unterscheidung zweier Nutzungshaltungen stellt der öffentlich-rechtliche Rundfunk meist einen großen Teil seiner Online-Angebote für sieben Tage zur Verfügung (Lean-Back-Haltung), einen anderen Teil für längere Zeit, beispielsweise ein Jahr (Lean-Forward-Haltung).

## Reaktionen
Nach dem Beschluss des 12. RÄStV gab es in den Jahren 2009 und 2010 mehrere Medien-Debatten über die Drei-Stufen-Tests und die sich daraus ergebenden Einschränkungen der öffentlich-rechtlichen Online-Angebote. Dabei äußerten private Medienunternehmen und Verlegerverbände weniger Kritik am ZDF als an der mit insgesamt 37 Drei-Stufen-Tests deutlich komplexer organisierten ARD. In Podiumsdiskussionen trafen in dieser Zeit vielfach Repräsentanten öffentlich-rechtlicher und privater Medien aufeinander. Dabei wurden die neuen gesetzlichen Regelungen mit Kampfbegriffen wie „Morgenthau-Plan“ oder „Zensur“ kritisiert, von Seiten der privaten Verleger fiel häufig das Schlagwort einer „elektronischen Presse“ für die Online-Angebote der Rundfunkanstalten.
Nach Fertigstellung der Telemedienkonzepte im Sommer 2010 wurden die Verweildauern unterschiedlicher Fernsehgenres in den Mediatheken und die Löschungen von Onlinebeiträgen zu viel diskutierten Themen, „die bei Internetnutzern Ärger erregen und von den Senderverantwortlichen ostentativ bedauert werden“. Das ZDF kündigte – wie einige ARD-Anstalten – das Depublizieren von rund 80 Prozent seiner Online-Angebote an und bezifferte dies auf rund 93.500 einzelne Dokumente. ZDF-Intendant Markus Schächter erhoffte sich davon ein Ende der Debatte um die öffentlich-rechtliche Online-Aktivität:

„Den Interessen von Verlegern und kommerziellen TV-Sendern wurde damit sehr weitgehend Rechnung getragen. Zugleich hat die Prüfung ergeben, dass die Auswirkungen unserer Angebote auf die Geschäftsmodelle der kommerziellen Veranstalter marginal sind.“

Von der Politik wird das Depublizieren teilweise auch kritisch gesehen, so lehnt es zum Beispiel die SPD Saarland laut ihrem Programm genauso ab wie etwa die Piratenpartei Brandenburg. Die sich aus 17 Sachverständigen und 17 Abgeordneten aller Parlamentsfraktionen zusammensetzende Enquete-Kommission Internet und digitale Gesellschaft des Bundestags (EIDG) empfahl im Januar 2013 ausdrücklich die Aufhebung der im Rundfunkstaatsvertrag festgeschriebenen Depublikationspflicht. Vertreter der Regierungskoalition wollten die Sieben-Tage-Regelung jedoch nur für Angebote aufgehoben sehen, die einen „qualitativen Mehrwert“ gegenüber existierenden Angeboten privater Anbieter darstellen.

### Parteiische Berichterstattungen
Die Redaktionen der öffentlich-rechtlichen Rundfunkanbieter sahen sich beim Verschwinden der ersten Beiträge aus ihren Online-Angeboten zunächst Anfragen ausgesetzt, die sich auf die vermeintliche Löschung von Internetseiten bezogen. Zur Erläuterung des Vorganges und zur Verdeutlichung des Unterschiedes zur Löschung von Internetseiten verwendeten sie den Begriff Depublizieren und sahen sich kritischen Meinungen des Publikums ausgesetzt, die in öffentlichen Erklärungen dann bereits vorweggenommen wurden:

„Viele Nutzer sind empört, dass Inhalte, die mit ihren Rundfunkgebühren erstellt und veröffentlicht wurden, ab dem 1. September 2010 nicht mehr verfügbar sein werden.“

Die Berichterstattung über das Drei-Stufen-Test-Verfahren war im Frühjahr 2010 so negativ, dass sich die Gremienvorsitzendenkonferenz der Arbeitsgemeinschaft der Landesmedienanstalten genötigt sah, die mangelnde Qualität der Berichterstattung zu beklagen. Unter anderem sei „aus vertraulichen Unterlagen verkürzt, unrichtig und einseitig“ berichtet worden, so dass „der Eindruck erweckt wird, die Gremien würden quasi selbstherrlich und interessengerichtet Transparenz vermeiden.“ Zugleich wurde jedoch bereits auf den Einfluss des Lobbyismus von Verlegern und Privatsendern hingewiesen, in deren Interesse die weitgehende Beschneidung der öffentlich-rechtlichen Online-Aktivität stattfinde, mit deren Ergebnis diese jedoch nicht zufrieden seien. Auf den Interessenkonflikt zwischen privaten Medienanbietern und öffentlich-rechtlichen Medien, der die Berichterstattung beider Gruppen als parteiisch problematisiert, wies im Frühjahr 2010 der Medienjournalist Stefan Niggemeier hin.
Die überwiegend kritische Berichterstattung über das im Sommer nach dem Beschluss der Telemedienkonzepte veranlasste Depublizieren entsprach überwiegend dem Verhältnis, das die depublizierenden Redakteure zu ihrer Tätigkeit haben, wie Niggemeier in einem der ersten Depublizieren betitelten Zeitungsberichte verdeutlichte:

„Aber aus den Redaktionen ist viel Frust zu hören – und Sorge darüber, wie so etwas das Verhältnis zum Medium Internet verändert. […] Eine Kollegin fürchtet, dass, wenn die Inhalte ohnehin nur begrenzt online sein dürfen, die Bereitschaft sinken könnte, überhaupt aufwendige Inhalte zu produzieren.“

Die Berichterstattung der öffentlich-rechtlichen Anbieter in eigener Sache drückte daher ebenfalls die Unzufriedenheit mit der Tätigkeit des Depublizierens aus und verwies auf die rechtliche Verpflichtung der Rundfunkanstalten zu diesem Vorgehen. Nach Vorwürfen des BDZV, das Depublizieren von ARD-Online-Inhalten gehe nicht weit genug und sei daher eine Farce, fasste der ARD-Vorsitzende Peter Boudgoust zusammen, die ARD habe mehr als eine Million Internetseiten depubliziert, darunter rund 80 Prozent der ursprünglichen Seiten von tagesschau.de. Das Verfahren habe sich die ARD nicht gewünscht, sich „bei der Durchführung aber an geltendes Recht gehalten“. Den Preis dafür müssten „leider in erster Linie die Nutzer zahlen“. Im Juli 2010 wurde zeitgleich zur Beschlussphase der Telemedienkonzepte als Protest gegen das Depublizieren die inzwischen nicht mehr verfügbare Internetseite www.depublizieren.de erstellt, welche eine fiktive Todesanzeige für „Die Publizierung“ enthält.
Leichte Kritik am Drei-Stufen-Test äußerten auch Vertreter privater Medienkonzerne, die ihn als „verhältnismäßig sinnloses Verfahren“ bezeichneten. Durch die depublizierten Inhalte habe „kein Verleger einen Euro mehr verdient“. Die RTL Group gab bekannt, „dass weiterhin über rechtliche Schritte gegen einige Online-Publikationen von ARD und ZDF nachgedacht werde.“

### Depub.org

Kopfzeile der ehemaligen gegen das Depublizieren protestierenden Internetseite depub.org, September 2010

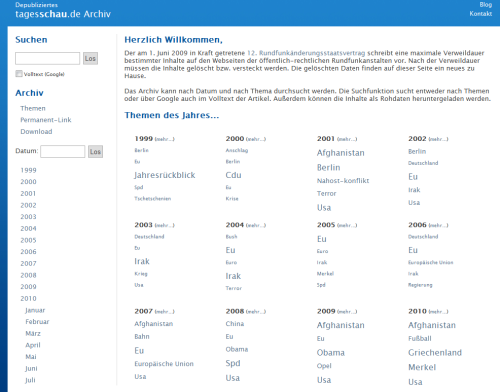
Screenshot der depub.org-Präsentation des Archivs (1999–2010) von tagesschau.de im September 2010

Eine neue Welle öffentlicher Aufmerksamkeit erfuhr das Depublizieren öffentlich-rechtlicher Internetangebote nach der Umsetzung der dazu erarbeiteten Konzepte im September 2010: Nachdem im BitTorrent-Download-Portal The Pirate Bay bereits im Juli 2010 ein Archiv der zwischen 1999 und 2010 entstandenen Artikel von tagesschau.de angeboten wurde, stellte die Website depub.org am 20. August 2010 eine Aufbereitung dieser Archivinhalte zum kostenlosen Abruf online, so dass Nutzer in ähnlicher Weise auf die Artikel zugreifen konnten wie in der Version auf die tagesschau.de vor dem Depublizieren. In dem Angebot enthalten war die Funktion, aktuelle Artikel von tagesschau.de laufend zu archivieren und auf depub.org bereitzuhalten. Daher fungierte depub.org auch als Mirror für einige von tagesschau.de noch nicht depublizierte Artikel.
Über depub.org berichteten zahlreiche deutschsprachige Medien, vorwiegend ab Mitte September 2010. Dabei wurde betont, dass depub.org versuche, „auch an die bereits gelöschten Inhalte anderer öffentlich-rechtlicher Medien zu kommen“ und dabei auf die Hilfe von deren Redakteuren setze: „Wir sind zuversichtlich, dass auch in den anderen Redaktionen Leute sitzen[,] die nicht wollen, dass die Artikel aus dem Netz verschwinden.“ Robin Meyer-Lucht zitierte dazu eine Sprecherin des NDR: „Der NDR wird mit allen juristischen Mitteln gegen Depub.org vorgehen, soweit dies möglich ist.“ Dabei waren Hinweise auf eine mögliche unerlaubte Wiederveröffentlichung depublizierter tagesschau.de-Inhalte bereits im Juli 2010 aus der Redaktion selbst gekommen. Depub.org behauptete, vor der Wiederveröffentlichung der tagesschau.de-Inhalte in der Redaktion angefragt zu haben. Die Antwort aus der Redaktion habe gewarnt, „dass ein Archiv Urheberrechte von Dritten berühren könnte, beispielsweise von Agenturen oder Fotografen, und es deshalb unserem eigenen Risiko unterliegt, ein solches Archiv zu betreiben.“ Danach habe depub.org „Grund zu der Annahme, dass die Tagesschau.de-Redaktion keine großen Probleme mit dem Archiv hat.“

Für alle in der ARD zusammengeschlossenen Rundfunkanstalten (außer dem SR) kündigte depub.org Archive an.

Zeit-Redakteur Kai Biermann bezeichnete die depub.org-Aktion als Zivilcourage im „Interesse der Öffentlichkeit“, obwohl sie klar illegal sei. Das Depublizieren dagegen sei „Ausdruck der egoistischen Interessenpolitik privater Unternehmen.“ Aufgrund der Methode des „kalkulierten Rechtsbruchs aus idealistischen Gründen“ wurden den depub.org-Aktivisten vielfach eine „Robin-Hood-Manier“ zugesprochen.
Depub.org kündigte an, für die öffentlich-rechtlichen Internet-Angebote br-online.de, hr-online.de, mdr.de, ndr.de, rbb-online.de, radiobremen.de, swr.de, wdr.de und heute.de Archive einrichten zu wollen. Öffentlich verfügbare Beiträge würden dazu gespeichert. Für bereits depublizierte Inhalte sei man jedoch auf das Zuspielen von Archivdaten durch Redakteure angewiesen.
Die Vorsitzende des NDR-Rundfunkrates, die schleswig-holsteinische CDU-Politikerin Dagmar Gräfin Kerssenbrock, bezeichnete depub.org als „Beispiel für die kreative Anarchie im Internet“ und für das große Interesse an den Inhalten von tagesschau.de. Daher werde „es immer Menschen geben, die einen Weg finden, diese Inhalte auch verfügbar zu machen. Webseiten wie depub.org sind ein Beleg für die Fragwürdigkeit des Drei-Stufen-Tests.“ Die Online-Redaktion der Tagesschau gehe davon aus, dass die Inhalte der anonym in Kanada registrierten Domain depub.org gesammelt wurden, als die inzwischen depublizierten Artikel noch öffentlich zugänglich waren. Allerdings könnte die illegale Verwendung der tagesschau.de-Beiträge durch depub.org dazu führen, so tagesschau.de-Chefredakteur Jörg Sadrozinski, „dass die Politiker oder auch die Lobbyisten in den Verlagen merken, dass derartige Maßnahmen einfach sinnlos sind, dass das Internet nie vergisst“.
Als die Domain depub.org Mitte Oktober 2010 nicht mehr abrufbar war, zog der Dienst für kurze Zeit auf depub.info um. Bald jedoch war auch diese Seite nicht mehr verfügbar. Zwischen dem 10. November 2010 und dem 13. Juli 2011, an dem eine Twitter-Botschaft an das tagesschau.de-Archiv gerichtet wurde, gab es keinerlei öffentliche Nachrichten von den depub.org-Aktivisten.

### Evaluierung & Berliner Forderungen 2014
Juli 2014 forderte das Abgeordnetenhaus von Berlin fraktionsübergreifend den Senat auf, die fünf Jahre bestehende Praxis zu überprüfen und die Pflicht zur Depublikation abzuschaffen.
Netzpolitik.org berichtete 2017, es sei „den Zuschauern kaum zu erklären, wieso die durch die Allgemeinheit finanzierten Beiträge nicht auch dauerhaft verfügbar sein sollten“. Die überwiegende Mehrheit der Bundesländer sei für eine Abschaffung.

### Reformkonzept des ZDF
Seit Mai 2019 dürfen öffentlich-rechtliche Anstalten neue digitale Angebote entwickeln, sofern diese auf einem von den Aufsichtsgremien genehmigten Konzept basieren.
Das ZDF legte hierfür 2019 ein Reformkonzept vor. Demnach sollen zeit- und kulturgeschichtliche Archive mit informierenden, bildenden und kulturellen Telemedien grundsätzlich zeitlich unbegrenzt angeboten werden. Hingegen sollen Bildungsinhalte aus den Bereichen Wissenschaft, Technik, Theologie oder Ethik, politische Bildung, Umwelt, Arbeit und Soziales sowie Kulturinhalte, die Kulturleistungen in ihrem gesellschaftlichen Kontext dokumentarisch darstellen, nach fünf Jahren depubliziert werden.
Zu dem Reformkonzept gingen fristgerecht bis zum 28. Oktober insgesamt 17 Stellungnahmen ein. Unter anderem forderten die Bildungsgewerkschaft GEW, der Bibliotheksverband und Wikimedia in einem gemeinsamen, an den ZDF-Fernsehrat gerichteten offenem Brief ein Umdenken. Dieses Reformkonzept werde „der wichtigen Rolle des öffentlich-rechtlichen Rundfunks in der deutschen Bildungslandschaft des 21. Jahrhunderts“ nicht gerecht.